# Rebirth (Jimmy Cliff)
Rebirth è un album in studio del cantante reggae giamaicano Jimmy Cliff, pubblicato nel 2012.
Ai Grammy Awards 2013 il disco è stato premiato come miglior album reggae.

## Tracce
1. World Upside Down – 3:10
2. One More – 3:26
3. Cry No More – 3:18
4. Children's Bread – 4:16
5. Bang – 4:43
6. Guns of Brixton – 3:38
7. Reggae Music – 3:55
8. Outsider – 2:58
9. Rebel Rebel – 3:03
10. Ruby Soho – 2:53
11. Blessed Love – 4:18
12. Ship Is Sailing – 3:06
13. One More (Alt. Version) – 3:31